# Gláma (Gebirgszug)
Die Gláma ist ein Gebirgszug in den südlichen Westfjorden von Island.
Er liegt zwischen dem breiten Fjord Ísafjarðardjúp und dem Breiðafjörður.
Noch bis ins 20. Jahrhundert befand sich dort auch ein Gletscher, daher sprach man dort auch vom Glámujökull.
Dieser ist aber inzwischen völlig verschwunden.
An der höchsten Stelle erreicht der Gebirgszug eine Höhe von 920 m.
Als Hochebene ist die Dynjandisheiði eine westliche Verlängerung der Gláma.

Die Gláma wird von der gleichnamigen Passstraße überquert.
Diese ist Teil des Vestfjarðavegur . 